# Colonia (New Jersey)
 Colonia  – jednostka osadnicza w hrabstwie Middlesex w stanie New Jersey w USA. Miasto według danych z 2000 roku liczyło około 17,8 tys. mieszkańców. Powierzchnia – 10,0 km², z czego 0,26%  to powierzchnia wodna (rzeki, jeziora). 
Miejscowość należy do konglomeracji Woodbridge Township.